# Impardonnable (Angel)
Pour les articles homonymes, voir Impardonnable.
Impardonnable est le 17e épisode de la saison 3 de la série télévisée Angel.

## Synopsis
Fred et Gunn recherchent Wesley et cherchent à comprendre pourquoi il les a trahis. Angel charge Lorne de trouver des renseignements sur le portail ayant emporté Connor dans la dimension de Quor-Toth mais Lorne apprend qu'il est quasiment impossible de s'y rendre. Angel enlève alors Linwood Murrow et se prépare à le torturer. Murrow demande vite à Lilah Morgan de coopérer avec Angel. Angel et Lilah se rendent dans la « chambre blanche » de Wolfram & Hart où Angel apprend un rituel pour faire se matérialiser Sahjhan. 
Fred et Gunn trouvent pourquoi Wesley a enlevé Connor mais Angel semble indifférent quand ils le lui apprennent. Il se lance sur la trace de Sahjhan, tout comme Justine Cooper. Fred et Gunn trouvent Justine dans le repaire de Sahjhan et elle leur avoue qu'elle a égorgé Wesley. Sahjhan apparaît à ce moment, suivi d'Angel, et ils commencent à se battre. Sahjhan prend le dessus et s'apprête à tuer Angel quand Justine l'emprisonne dans une urne magique que lui avait donné Holtz. Fred et Gunn portent ensuite secours à Wesley qui est emmené à l'hôpital. Angel lui rend visite dans sa chambre et lui dit qu'il comprend pourquoi il l'a trahi avant de tenter de l'étouffer avec un oreiller, criant qu'il ne lui pardonnera jamais pour lui avoir enlevé son fils. Gunn et les infirmiers emmènent de force Angel hors de la chambre alors que celui-ci hurle à Wesley des menaces de mort.

## Statut particulier
Cet épisode est la suite directe du précédent et voit Wesley Wyndam-Pryce être renvoyé de l'équipe d'Angel, qui tente même de le tuer. Nikki Stafford, dans Once Bitten, estime que la scène finale de l'épisode est « la plus percutante et inattendue de la série jusqu'alors », aidée en cela par la « brillante interprétation » de David Boreanaz. Daniel Erenberg, de Slayage, qui le compte comme un double épisode avec le précédent, estime que ce sont « les meilleurs épisodes de la troisième saison » et qu'ils sont « déchirants et brillants ». Noel Murray, de The A.V. Club, met en avant l'intrigue « implacable et angoissante » et sa foule de petites touches qui « accroissent encore la tension » jusqu'au « final du tonnerre ». Ryan Bovay, de Critically Touched, lui donne la note de B+, évoquant un épisode « passionnant et mémorable », même si le rythme faiblit lors des scènes où Fred et Gunn cherchent Wesley, qui réussit parfaitement sur le plan narratif, sauf en ce qui concerne le mystère autour de Sahjhan qui se révèle « décevant », et est « troublant » dans sa caractérisation du côté le plus sombre d'Angel.

## Distribution

### Acteurs crédités au générique
- David Boreanaz : Angel
- Charisma Carpenter : Cordelia Chase (créditée mais n'apparaît pas)
- Alexis Denisof : Wesley Wyndam-Pryce
- J. August Richards : Charles Gunn
- Amy Acker : Winifred « Fred » Burkle

### Acteurs crédités en début d'épisode
- John Rubinstein : Linwood Murrow
- Andy Hallett : Lorne
- Laurel Holloman : Justine Cooper
- Stephanie Romanov : Lilah Morgan
- Jack Conley : Sahjhan

### Acteurs crédités en fin d'épisode
- Kay Panabaker : la petite fille de la Chambre blanche